# Mihai Trăistariu
Mihai Trăistariu (pronunciació en romanès: [miˈhaj trəjstaˈri.u]; Piatra Neamț, 16 de desembre de 1979), també conegut com simplement Mihai (estilitzat com MIHAI o MIHAI), és un cantant i compositor romanès. És conegut sobretot per representar Romania al Festival de la Cançó d'Eurovisió 2006 celebrat a Atenes, Grècia, on va quedar quart amb la seva cançó, "Tornerò". La cançó va obtenir un bon èxit comercial, venent més d'un milió d'unitats a tot el món i va influir en la trajectòria de la carrera de Trăistariu.

## Carrera
Trăistariu prové d'una família artística. El seu pare, Gheorghe Trăistariu, era un pintor conegut de Piatra Neamţ, mentre que la seva mare, Natalia Trăistariu, va estudiar medicina i va cantar en la seva joventut. Trăistariu té tres germans: Geanina, Constantin i Vasile Trăistariu. Tots quatre toquen un instrument musical, amb en Mihai tocant el piano. Trăistariu va estudiar piano durant 10 anys amb un professor particular i es va graduar a la Universitat Alexandru Ioan Cuza de Iași amb una doble especialitat en matemàtiques i informàtica, així com a la Universitat de Teatre de Constanța i al Col·legi Nacional Petru Rareș a Piatra Neamț, però va triar per seguir una carrera musical. Quan tenia 16 anys, Trăistariu va començar a prendre lliçons d'actuació i direcció amb l'actor romanès Corneliu Dan Borcia, gerent del Teatrul Tineretului, el Teatre Juvenil de Piatra Neamţ. Es va incorporar als cursos de jazz de la Student House de Iaşi, dirigits pel compositor i professor romanès Romeo Cozma.
El 2006, Trăistariu va ser escollit per representar Romania al Festival de la Cançó d'Eurovisió 2006 amb la seva cançó "Tornerò", quedant quart a la Gran Final. Trăistariu és un dels pocs cantants masculins del món que té un rang de cinc octaves, fet que li ha valgut el sobrenom de Mariah Carey masculina".
Trăistariu ha competit nou vegades a la Selecția Națională, un programa de preselecció per seleccionar el participant de Romania al Festival d'Eurovisió. Va guanyar el concurs el 2006, mentre que el 2017 va quedar segon i el 2000 amb el seu grup de llavors Valahia.
| Curs | Títol                                         | Lloc    |
| ---- | --------------------------------------------- | ------- |
| 2000 | "Why" (com a part de Valahia)                 | 2n      |
| 2002 | "Mother" (com a part de Valahia)              | 4t      |
| 2003 | "Friends are friends" (com a part de Valahia) | 3r      |
| 2005 | "All the time" (amb Nico)                     | 3r      |
| 2006 | "Tornerò"                                     | 1r      |
| 2016 | "Paradisio"                                   | 5è      |
| 2017 | "I Won't Surrender"                           | 2n      |
| 2018 | "Heaven"                                      | 7è      |
| 2019 | Baya                                          | Retirat |

## Discografia

### Àlbums d'estudi
| Títol          | Detalls de l'àlbum           | Vendes         |
| -------------- | ---------------------------- | -------------- |
| Altceva        | - Estrena: 2005 - Format: CD |                |
| Tornerò        | - Estrena: 2006 - Format: CD | - EUR: 250.000 |
| Amor           | - Estrena: 2009 - Format: CD |                |
| Lie, ciocârlie | - Estrena: 2010 - Format: CD |                |
| Balade         | - Estrena: 2012 - Format: CD |                |

### Singles

#### Com a artista principal
| títol                                                                                  | Any  | Posició màxima | Posició màxima | Posició màxima | Posició màxima | Vendes          | Album   |
| títol                                                                                  | Any  | ROM            | FIN            | GRE            | SWE            | Vendes          | Album   |
| -------------------------------------------------------------------------------------- | ---- | -------------- | -------------- | -------------- | -------------- | --------------- | ------- |
| "Niciodată" (amb la col·laboració de LA)                                               | 1999 | —              | —              | —              | —              |                 |         |
| "Cât de frumoasă eşti"                                                                 | 2004 | 96             | —              | —              | —              |                 | Altceva |
| "Iţi dau"                                                                              | 2005 | —              | —              | —              | —              |                 | Altceva |
| "All the Time" (with Nico)                                                             | 2005 | —              | —              | —              | —              |                 |         |
| "Baby" (amb Tiger One and Alin)                                                        | 2005 | —              | —              | —              | —              |                 |         |
| "Tornerò"                                                                              | 2006 | 38             | 8              | 4              | 21             | - WW: 1.000.000 |         |
| "Dimmi Si o No"                                                                        | 2007 | —              | —              | —              | —              |                 | Love    |
| "Your Love Is High"                                                                    | 2008 | —              | —              | —              | —              |                 | Love    |
| "Puerto Rico"                                                                          | 2009 | —              | —              | —              | —              |                 | Love    |
| "Je t'aime"                                                                            | 2010 | —              | —              | —              | —              |                 |         |
| "Lie, ciocârlie"                                                                       | 2010 | —              | —              | —              | —              |                 |         |
| "Nu mai vreau iubire"                                                                  | 2012 | —              | —              | —              | —              |                 |         |
| "It's Another Day"                                                                     | 2013 | —              | —              | —              | —              |                 |         |
| "Only You" (amb Costi Ioniță)                                                          | 2013 | —              | —              | —              | —              |                 |         |
| "Paradisio"                                                                            | 2016 | —              | —              | —              | —              |                 |         |
| "Zombie Love"                                                                          | 2016 | —              | —              | —              | —              |                 |         |
| "Iau vara la mișto"                                                                    | 2016 | —              | —              | —              | —              |                 |         |
| "I Won't Surrender"                                                                    | 2017 | —              | —              | —              | —              |                 |         |
| "Heaven"                                                                               | 2018 | —              | —              | —              | —              |                 |         |
| "Baya"                                                                                 | 2018 | —              | —              | —              | —              |                 |         |
| "—" denota un títol que no es va publicar o que no es va publicar en aquest territori. |      |                |                |                |                |                 |         |